# Ворошилов, Николай Николаевич (хоккеист)
Николай Николаевич Ворошилов (8 февраля 1944, Москва — 25 мая 1992) — советский хоккеист, защитник.

## Биография
Воспитанник московского «Спартака». Играл за команды «Авангард» Дмитров (1960/61), «Спартак» Москва (1962/63), «Динамо» Киев (1963/64 — 1966/67), «Локомотив» Москва (1967/68), «Торпедо» Усть-Каменогорск (1968/69), «Сатурн» Раменское (1969/70 — 1970/71).
В классе «А» провёл четыре сезона (1962/63, 1965/66 — 1967/68).
Работал тренером ДЮСШ «Спартак» Москва.
Скончался 25 мая 1992 года в возрасте 48 лет.